# آغوا فريسكا

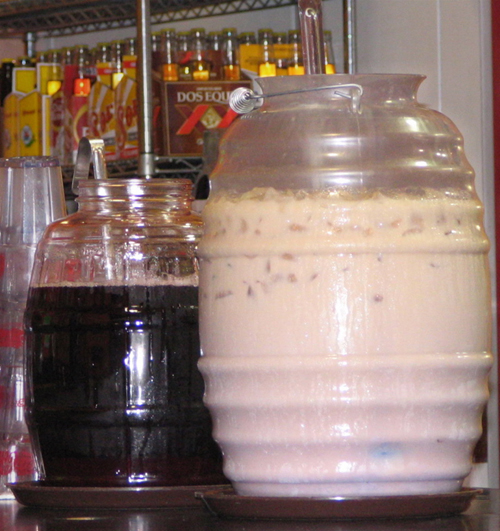
جرتان كبيرتان من آغواز فريسكاس في تاكويريا في سياتل في ولاية واشنطن. في الجهة اليسرى توجد شجرة من شاي الكركديه وفي الجهة اليمنى جرة من هورتشاتا. يقدم عمال المطاعم المشروبات بنقلها مباشرة من الجرار إلى الكؤوس.

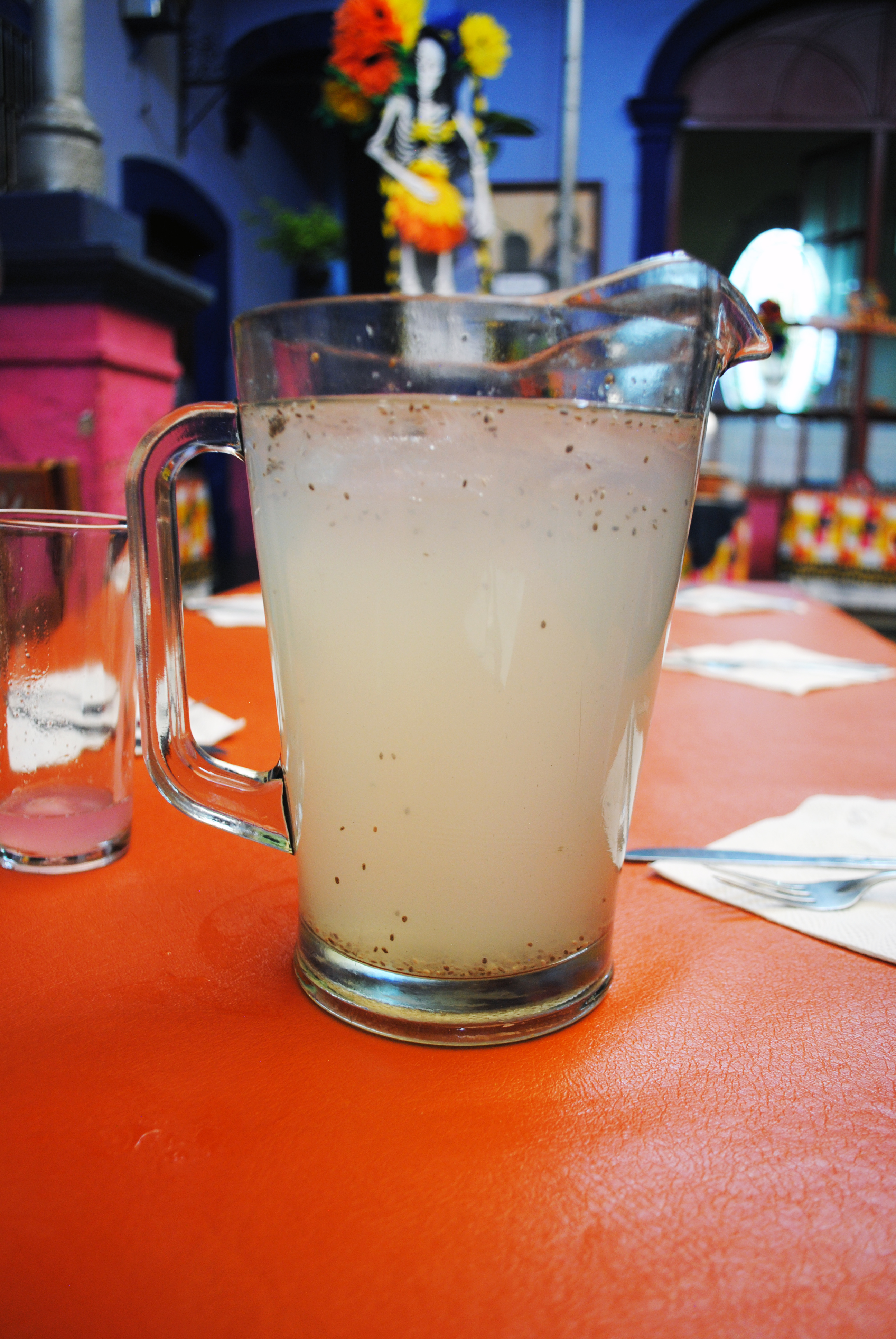
Chia seed agua fresca

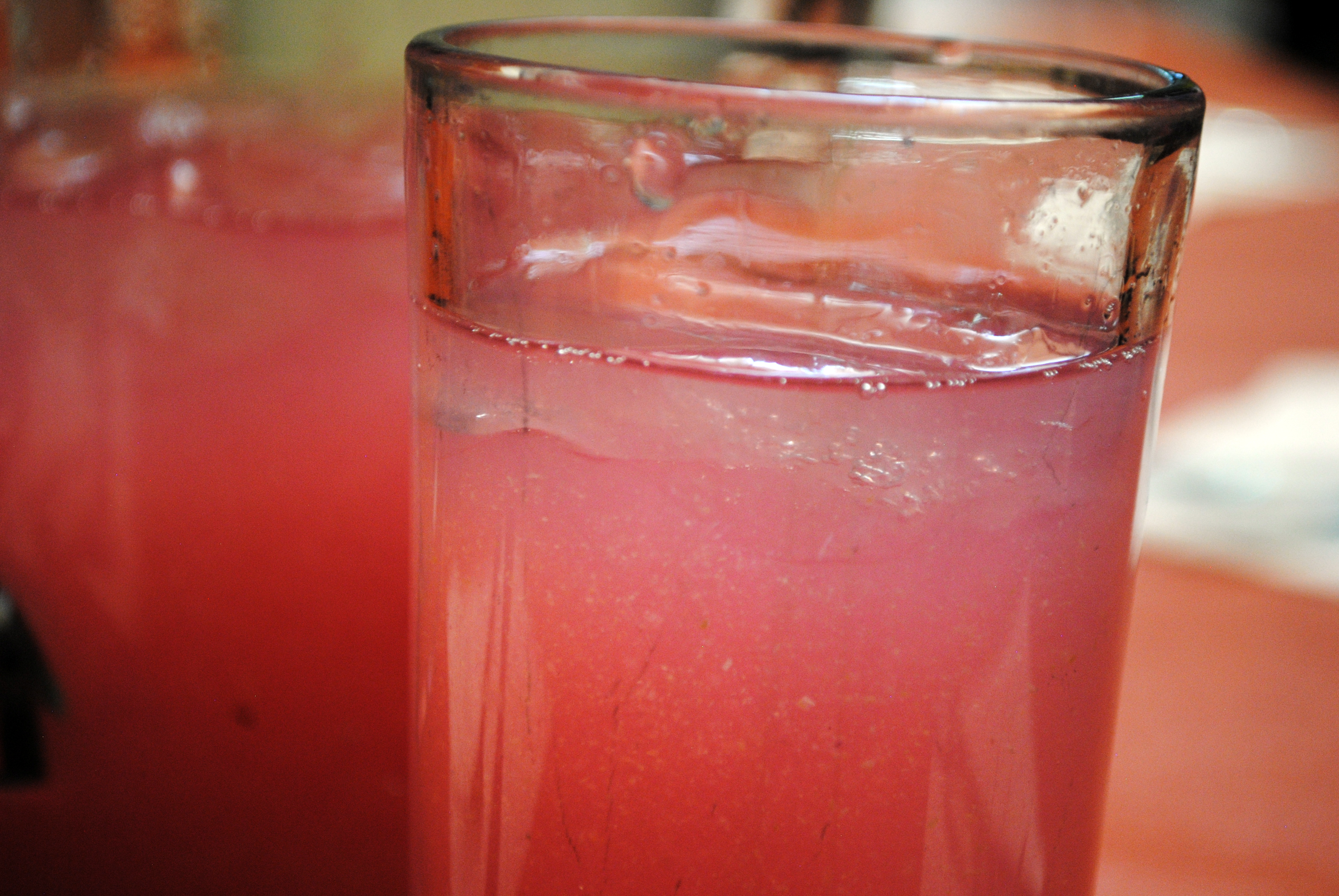
آغوا فريسكا الجوافة

آغواز فريسكاس" (بالإسبانية تعني مياه باردة) هو مزيج من الثمار أو الحبوب أو أزهار النباتات أو البذور المخلوطة مع سكر وماء لصنع مشروبات خفيفة غير كحولية. وهي مشروبات شعبية في المكسيك والولايات المتحدة. أما أكثر النكهات شيوعاً فهي المارشميلو والتمر الهندي وآغوا دي هورتشاتا.
تباع الآغوا فريسكا بشكل أساسي بواسطة الباعة المتجولين، لكن يمكن إيجادها في بعض المتاجر والمطاعم والبارات.

## التسمية
ثمة خلط في المصطلحات الدولية بين المشروبات المشار إليها في المقالة وبين المشروبات الغازية المعبأة في زجاجات. في غواتيمالا ونيكاراغوا، تسمى هذه المشروبات بـ«فريسكوز»، اختصاراً لـ«ريفريسكو» وهذا المصطلح يعني «مشروبات غازية» في المكسيك. أما المشروبات الغازية في غواتيمالا فتسمى «آغواز»، اختصاراً لـ «أغواز غاسيوساس»، لكن من السهل الخلط مع التسمية المكسيكية «أغواز فريسكاس».

## الأنواع
في المكسيك يتوفر مشروب أغوا فريسكا بالنكهات التالية: 

### فاكهة حلوة
- شمام
- جوافة
- منجا
- شمام
- برتقال
- ببايا
- فاكهة زهرة الآلام
- قشطة شائكة
- فراولة
- صبير
- بطيخ

### فواكة حامضة
- خيار
- ليمون
- ليم
- أناناس
- تمر هندي

### بذور أو أزهار
- قصعين إسباني، يمزج غالباً مع الخضراوات
- شاي كركديه، يسمى أيضاً «آغوا دي فلور دي جامايكا» أو سوريل، وهو شراب شعبي في جامايكا وغرب أفريقيا
- هورتشاتا، مشروب أصله من إسبانيا يتكون من مكسرات سعد لذيذ والسكر. أدخل المشروب لاحقاً إلى منطقة الكاريبي وأمريكا اللاتينية. هذا الشراب يوجد تقريباً في كل بلد لاتيني بوصفة خاصة.
- برسيم حجازي
- شعير